# Aber Bergen

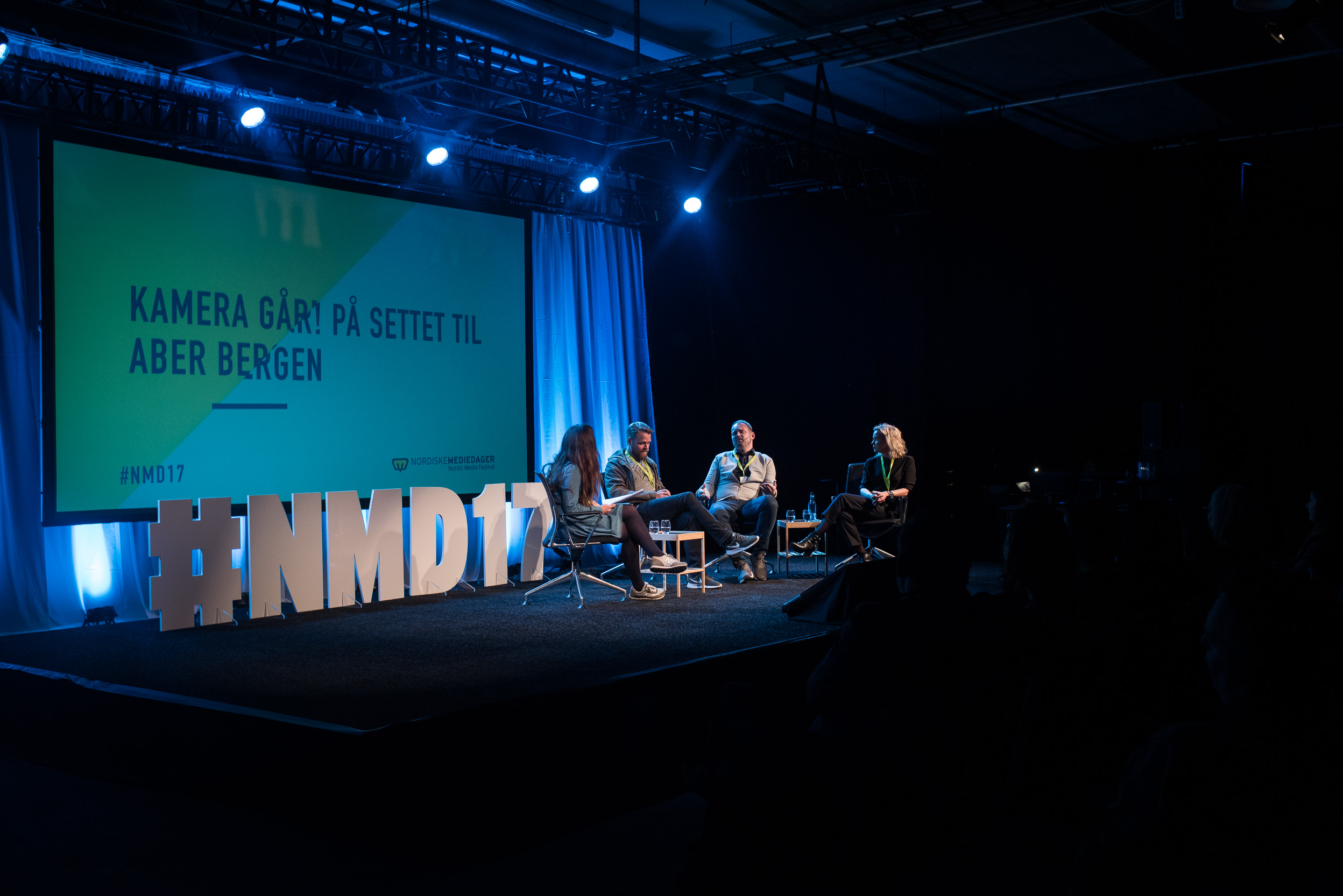
Cámara grabando en el set de Aber Bergen - NMD 2017 (Con: Ole Endresen, Odd-Magnus Williamson, Line Verndal, Bengt Erik WaldowDirector: Christine Lossius Thorin)

Aber Bergen, es una serie de televisión noruega transmitida desde el 22 de septiembre del 2016 hasta ahora por TV3.
La serie ha contado con la participación invitada de actores como Siren Jørgensen, Hamid Karimi, Jonny Bjørkhaug, entre otros...

## Historia
La serie sigue a los recién separados pero socios profesionales Erik Aber y Elea Bergen. Ambos son dos de los abogados defensores del país más fuertes que juntos con un equipo de abogados ortodoxos han construido un bufete de abogados de renombre donde intentan equilibrar lo profesional y lo privado, mientras se ven envueltos en dilemas morales, políticos y legales.

## Personajes

### Personajes principales
| Actor                      | Personaje          | Ocupación           | Episodios | Duración        |
| -------------------------- | ------------------ | ------------------- | --------- | --------------- |
| Odd-Magnus Williamson      | Erik Aber          | Abogado Defensor    | 10        | 2016 - presente |
| Ellen Dorrit Petersen      | Elea Bergen Wessel | Abogada Defensora   | 10        | 2016 - presente |
| Line Verndal               | Diana Drange       | Abogada             | 10        | 2016 - presente |
| Lykke Kristine Moen        | Unn Frøynes        | Abogada             | 10        | 2016 - presente |
| Torgny Gerhard Aanderaa    | Magnus Braseth     | Abogado             | 10        | 2016 - presente |
| Siv Torin Knudsen Petersen | Trine-Lise         | -                   | 10        | 2016 - presente |
| Oliander Taule             | Jørgen Aber Bergen | Hijo de Erik y Elea | 10        | 2016 - presente |
| Gard B. Eidsvold           | Morten Stærk       | -                   | 10        | 2016 - presente |
| Lasse Lindtner             | Carl Wessel        | -                   | 10        | 2016 - presente |

### Personajes secundarios
| Actor                 | Personaje        | Ocupación            | Nº de episodios | Duración        |
| --------------------- | ---------------- | -------------------- | --------------- | --------------- |
| Jens Fredrik Solberg  | Seb              | -                    | 4               | 2016 - presente |
| Hege Schøyen          | Torhild Hove     | Alcalde              | 3               | 2016 - presente |
| Oddrun Valestrand     | Anne Beck        | -                    | 3               | 2016 - presente |
| Tor Christian Bleikli | Tobias Hammer    | -                    | 2               | 2016 - presente |
| Susann B. Kambestad   | Juliane          | -                    | 2               | 2016 - presente |
| Davide Celetto        | -                | Asistente de Juliane | 2               | 2016 - presente |
| Jonathan Filip        | Rikard Fugelsang | -                    | 2               | 2016 - presente |
| Roger Hilleren        | Ulf Rise         | -                    | 2               | 2016 - presente |

## Episodios
La primera temporada de la serie está conformada por 10 episodios. 

## Producción
La serie es dirigida por Ole Endresen, Kjersti Steinsbø y Jadranko Mehic, también cuenta con los escritores Kjell Jørgen Holbye, Gjermund Eriksen, Hege Ulstein, Odd-Magnus Williamson, Helena Johanne Nielsen y Jadranko Mehic.
La producción ejecutiva está bajo el cargo de Jon Sverre Høiden, Eldar Nakken y Lars L. Marøy, quienes cuentan con el productor de línea Einar Loftesnes y por Ina Remme.
La música está en manos de Elliot Houwing Endresen, mientras que la cinematografía es realizada por Sjur Aarthun, Lars Vestergaard y Tore Vollan.
La serie es filmada en Bergen, Hordaland, Noruega.
La serie cuenta con la compañía de producción "ITV Studios Norway".

### Emisión en otros países
| País   | Título                  | Cadena | Fecha de Inicio          | Fecha de Finalización |
| ------ | ----------------------- | ------ | ------------------------ | --------------------- |
| Suecia | Advokatbyrå Aber Bergen | -      | 29 de septiembre de 2016 | -                     |